# Rankingshow
Rankingshows sind ein Fernsehformat, das bestimmte Themen nach einer Rangfolge („Ranking“) präsentiert.

## Inhalt und Geschichte
Dieses Format besitzt ausnahmsweise kein Vorbild im US-Fernsehen, sondern Rankingshows begannen in Deutschland im Mai 2003 mit der Serie „Die ultimative Chartshow“. Sat.1 reagierte im November 2003 mit der ähnlich konzipierten Show „Die Hit-Giganten“. Inhalt dieses Formates ist ein bestimmtes Thema (wie Popmusik in Hitparadenform), das nach einem vorgegebenen Kriterium („Sommerhits“) aufgearbeitet und im Countdown-Format präsentiert wird. Entscheidend ist dabei, in welcher Reihenfolge die Hits präsentiert werden. Bei den Chartshows liegen Hitparaden von Media Control oder Nielsen Media Research zugrunde, ansonsten basieren sie jedoch aus zufällig zustande gekommenen Zuschauerumfragen („Votings“) mittels Telefon, Internet oder E-Mail oder durch Auswahl und Platzierung der für die Produktion zuständigen Redaktion, die jedoch nicht repräsentativ sind.
In der Folge „Die zehn spektakulärsten Promi-Pleiten“ (RTL; Juli 2008) war nicht erkennbar, an welchen Fakten sich das Ranking orientierte. Meist werden keine Beiträge eigens für die Rankingshows produziert, sondern es wird auf Archivmaterial zurückgegriffen, das für das Sendeformat bearbeitet wird. Dies macht die Produktion des Formates im Vergleich zu anderen Shows für die Hauptsendezeit äußerst preisgünstig. Charakteristisch sind die bei der Platzierung mittels Computertechnik ins Bild gesetzten Prominenten, die ihre eigenen Erfahrungen, Meinungen und Erinnerungen zum Thema beisteuern.
Den Anfang machte das Privatfernsehen RTL Television im Mai 2003 mit Die ultimative Chartshow; Die 10 … mit Sonja Zietlow (Januar 2005) hat inzwischen Kultstatus erreicht. Es folgten „Die 100 nervigsten Popsongs“, „… Deutschen“, „… VIPs weltweit“, und schließlich auch zahlreiche Adaptionen (z. B. Die „100 nervigsten Deutschen 2004“, „… 2005“). Auf Grund des Erfolges und der im Vergleich zu anderen Formaten geringen Produktionskosten griffen andere Sendeanstalten, darunter auch das öffentliche Fernsehen, das Genre auf; die Dritten Fernsehprogramme haben inzwischen reagiert und präsentieren Hitlisten des Nordens (NDR; Dezember 2004) oder „Hitlisten des Westens“ (WDR; 2008).

## International
Im Jahre 2010 wurde Hedebyborna („die Dorfbewohner von Hede“; seit Oktober 1978) in einer Rankingshow zur besten schwedischen Fernsehserie aller Zeiten gekürt. Der ORF strahlt seit Februar 2011 „Österreich wählt“ aus, in der Schweiz war „Gipfelstürmer“ (Oktober 2012) die erste Rankingshow. In den USA folgte „Scandal For Real: The Top 10 Political Scandals of the Country“ mit den zehn größten Politskandalen erst spät (ABC; November 2013) und wurde mit lediglich 2 % Marktanteilen in der werberelevanten Zielgruppe zum Flop.

## Kritik
Rankingshows, die auf Zuschauerabstimmungen basieren, wie „Die 100 nervigsten …“ und „Unsere besten …“, geben nur einen nicht repräsentativen Meinungsstand wieder. Der Kreis der Abstimmenden ist auf eine bestimmte interessierte Personengruppe und ein enges Zeitfenster begrenzt, so dass Zufallsergebnisse wahrscheinlich sind. Hierdurch treten in Rankingshows häufig Abweichungen zu dem Meinungsdurchschnitt der Allgemeinheit auf.
Beispielsweise erreichte Daniel Küblböck in „Unsere Besten“ den 16. Platz. Dies dürfte nicht der vorherrschenden öffentlichen Meinung entsprochen haben, da es um Personen von weltgeschichtlicher Bedeutung ging. "An der Abstimmung für "Unsere Besten – Komiker & Co." haben sich 30000 Zuschauer beteiligt", wird das ZDF zitiert. Auch ist bei Shows wie den „100 nervigsten …“ zu beobachten, dass Personen, Fernsehsendungen und Popsongs des jüngsten Zeitgeschehens weit höher platziert sind als ältere, was auf den höheren Bekanntheitsgrad und die höhere Medienpräsenz zurückzuführen ist.
Der im Juli 2014 ausgestrahlte ZDF-Ranking-Zweiteiler „Deutschlands Beste!“ brachte die bislang spektakulärste Manipulation zutage. Die Redaktion hatte die Umfrageergebnisse gezielt manipuliert und sechs Prominente nachträglich höher und drei Personen herabgestuft, damit sie in die Show eingeladen werden konnten. Der Eingriff war bei Franz Beckenbauer am extremsten, denn er stieg von Platz 31 auf Platz 9. Als Konsequenz trat der ZDF-Unterhaltungschef zurück und zwei Mitarbeiter wurden abgemahnt.

## Beispiele
- Die ultimative Chartshow wird von RTL ausgestrahlt und hat die Bekanntgabe eines zu einem bestimmten musikalischen Thema erstellten Rankings als Inhalt. Die Sendereihe wird seit dem 21. Mai 2003 ausgestrahlt und ist damit die älteste Rankingshow. Sie gilt als Vorbild für die weiteren Sendungen.
- Die Hit-Giganten wurde von November 2003 bis Dezember 2010 bei Sat.1 ausgestrahlt und ähnelte konzeptionell und inhaltlich der vorgenannten „Ultimativen Chartshow“.
- Die 100 nervigsten … wurde von 2004 bis 2011 von ProSieben ausgestrahlt und beinhaltete die Erstellung eines „Negativ-Votings“ zur Ermittlung der unbeliebtesten Deutschen, Popsongs usw. Die Idee für diese Sendung entstammte der britischen Fernsehshow 100 Worst Britons.
- Unsere Besten ist eine Sendung des ZDF, die sich die Findung des besten Deutschen, Buches, Sportlers usw. zum Ziel gesetzt hat.
- Die 10 … ist eine regelmäßig von RTL ausgestrahlte Rankingshow, in der eine Liste mit zehn Plätzen zu einem bestimmten Themenbereich veröffentlicht wird. Das Themenspektrum ist im Gegensatz zu anderen Sendungen dieser Art sehr weit gefächert.
- Simply the Best war eine von ProSieben ausgestrahlte Rankingshow. Sonya Kraus präsentierte pro Show eine Rangliste mit zehn Plätzen zu einem bestimmten Themenbereich. Es drehte sich hauptsächlich um Boulevard und Stars.